# Guinée équatoriale
Pour les articles homonymes, voir Guinée (homonymie).
République de Guinée équatoriale
(es) República de Guinea Ecuatorial 
(pt) República da Guiné Equatorial 
La Guinée équatoriale, en forme longue la république de Guinée équatoriale (en espagnol Guinea Ecuatorial et República de Guinea Ecuatorial, en portugais Guiné Equatorial et República da Guiné Equatorial) est un pays d'Afrique centrale. Elle est constituée de deux parties, l'une continentale, bordée par le Cameroun et le Gabon, l'autre insulaire avec l'île de Bioko (où se trouve la capitale Malabo) et l'île d'Annobón.
Ancienne colonie espagnole pendant la colonisation européenne de l'Afrique, la Guinée équatoriale obtient son indépendance en 1968 sous la dictature sanglante du Président à vie, Francisco Macías Nguema. Depuis son renversement par un coup d'État en 1979, le président du pays est son neveu Teodoro Obiang Nguema Mbasogo. Sous sa propre dictature, la Guinée équatoriale continue de connaître de graves violations des droits de l'homme.
Depuis les années 1990, la Guinée équatoriale est devenue un important pays producteur de pétrole en Afrique subsaharienne. Mais sa production décline depuis 2016 et n'atteint plus que 93 000 barils par jour en 2021, selon l'Opep .
Elle est le quatrième pays quant au PIB/habitant en Afrique sub-saharienne , mais peu de gens ont profité des richesses issues du pétrole, et les inégalités restent très importantes.
Les langues officielles sont l'espagnol, le français et le portugais. Cependant, l'espagnol est de loin la langue officielle la plus parlée. Les Fang sont le groupe ethnique dominant, et représentent plus de 85 % de la population. Les Bubi, indigènes de Bioko sont le deuxième plus grand groupe ethnique, et représentent environ 6,5 % de la population.

## Toponymie
L'usage majoritaire est d'écrire « Guinée équatoriale » comme le font notamment la liste annexée à l'arrêté du 4 novembre 1993, Le Petit Larousse 2007 (et 2003), ou encore le Dictionnaire Hachette 2007.
Le Petit Robert des noms propres 2006 écrit cependant « Guinée-Équatoriale » et « république de Guinée-Équatoriale », avec un trait d'union et une majuscule à chaque terme.
Du temps de la colonisation, le pays constituait la Guinée espagnole.

## Histoire

### Préhistoire
L'étude de la Préhistoire de la Guinée suit une subdivision géographique, l'île de Bioko d'une part, la province du Littoral entre Cameroun et Gabon d'autre part.
L'île de Bioko était reliée au continent jusqu'en 8 000 av. J.-C. par un « pont » qui fut lentement immergé par la montée des eaux de l'Atlantique, qui avait débuté vers 11 000 av. J.-C. à la fin du dernier Âge glaciaire. De ce fait, il est probable que ce territoire devait être habité par des populations nomades de chasseurs-cueilleurs, à l'instar de ce qui est connu sur le continent actuel.
Les vestiges d'une présence humaine ont été découverts en fouille au site de Mossumu (province du Littoral) et datés de 30 000 av. J.-C. Il s'agit d'une industrie dite « Sangoenne », bien connue à cette époque à travers l'Afrique centrale. Quelques autres sites, de surface ou en affleurement stratigraphique, indiquent que l'Âge Moyen de la Pierre est bien représenté dans cette partie du pays. Par la suite, des vestiges, encore mal datés, illustrent autour de Bata et du Rio Muni la permanence de la présence de l'homme, nomade, tailleur de pierre et chasseur-cueilleur, jusqu'en 3 000 av. J.-C.
Sur l'île de Bioko, il s'agit d'une autre lecture ; celle-ci sera très certainement modifiée dans les années à venir avec l'installation de projets de recherches archéologiques. Trois gisements « prénéolithiques » ont été recensés. Seul celui du séminaire de Banapa au sud de Malabo a été fouillé dans les années 1960 par un anthropologue espagnol. Tout ce qui peut être dit est qu'il est antérieur à la « Tradition Timbabé » de Bioko, encore non datée, elle-même antérieure à la « Tradition Carboneras » datée par le radiocarbone entre le Ve et le Xe siècle de notre ère. Il faut signaler que sur l'île d'Elobey Grande, des pierres taillées similaires à un Âge Récent de la Pierre ont été découvertes en surface. Ces trouvailles étayent l'idée d'une grande ancienneté de la présence humaine sur l'ensemble des îles équatoguinéennes avant qu'elles ne soient définitivement séparées du continent.
Enfin, l'expansion du mode de vie villageois en Afrique centrale implique dans sa modélisation, et avec le rapprochement des données de la linguistique, l'installation sur l'île de Bioko de villages dès 3 500 av. J.-C. Pour l'instant rien n'a été découvert pour vérifier cette hypothèse. La séquence archéologique de l'île, outre le pré-néolithique déjà mentionné, démarre avec la « Tradition Timbabé » connue sur treize points du littoral. Une continuité d'occupation de cette île est désormais bien attestée jusqu'à l'époque historique. À la suite du « Timbabé », on connait les traditions « Carboneras », « Bolaopi », « Buela », et enfin « Balombe ». Cette dernière tradition est historique.
Sur le continent, entre Cameroun et Gabon, les données de fouilles restent lacunaires mais sont suffisantes pour affirmer que la séquence complète qui reste à découvrir sera dans les grandes lignes similaire à ce qui est connu au sud-Cameroun et dans la région de Libreville au Gabon.

### Premiers contacts avec des Européens
Entre 1469 et 1474, les navigateurs portugais découvrent dans le golfe de Guinée les îles de São Tomé, Principe, Annobón et Fernando Poo : le 1er janvier 1471, João de Santarém et Pedro Escobar aperçoivent une île qu’ils appelèrent « Ilha do Ano Bom » (île de la bonne année) d'où le nom actuel d’Annobón qui correspond à la phonétique du nom portugais. En 1474 un autre Portugais, Fernão do Pó, découvre dans le golfe du Biafra une île qu’il nomme « Formosa » (la belle), mais qui portera finalement son nom (aujourd'hui Bioko). Les îles d’Annobón et Fernando Poo deviendront, avec les îles de Corisco, Elobeye et Mbanié la partie insulaire de la Guinée espagnole en 1778, puis de la Guinée équatoriale en 1968.

### Colonisation portugaise
La première tentative de peuplement des îles désertes du golfe se fait sur l’île de São Tomé en 1485, mais elle échoue. Ce n’est qu’en 1493 que les efforts consentis par les Lusitaniens porteront leurs fruits dans cette île. L’île de Principe ne sera peuplée qu’au début du XVIe siècle, et Annobón au milieu de ce même siècle. Quant à Fernando Poo, elle est déjà peuplée par les Bubis, et les Portugais après avoir construit un fort, sont contraints de l’abandonner. Ces deux îles furent longtemps utilisées comme escales de rafraîchissements.
Tout au long du XVIIe siècle, ces territoires vont connaître les assauts répétés des Français mais surtout des Hollandais. Ceux-ci occupent non seulement les îles du golfe à différentes périodes : São Tomé en 1641, Annobón en 1661, Corisco, etc., mais mènent de nombreuses actions et razzias sur la côte continentale de Rio Muni (Mbini). Les navires de nombreuses nations qui tentent d’installer des comptoirs le long de cette côte sont saisis ou détruits. L’épopée de Jean Dansaint, négrier français travaillant pour le roi du Portugal dans la première moitié du XVIIIe siècle, en est l’illustration.

### Première tentative de colonisation espagnole
Avec le traité de San Ildefonso (1777) et le Traité d'El Pardo (1778), le Portugal livra à l’Espagne les îles de Fernando Póo, Annobón et de Corisco, en échange de la colonie de Sacramento, en Amérique du Sud et d’autres territoires permettant de conforter les frontières du Brésil. Dans le même temps, l’Espagne se voyait accorder la liberté de commercer sur les côtes guinéennes depuis le delta du Niger jusqu’au cap Lopez, situé au Gabon actuel. En cette année 1778, une expédition partit de Montevideo pour prendre possession de ces territoires. Une expédition menée par le comte d'Argelejos. Mais le peuple de l’île d’Annobón se souleva ne reconnaissant ni la domination portugaise ni celle de l’Espagne ; puis après le débarquement à Fernando Poo (actuelle Bioko), les membres de l’expédition furent touchés par de graves maladies et attaqués par les Bubi, les insulaires de cette île ne reconnaissant eux non plus aucune domination étrangère. Ces derniers événements provoquèrent une mutinerie et l’échec de l’expédition. Pendant de nombreuses années, la colonisation espagnole ne sera pas effective. Ces territoires continuèrent à n’être que des escales à rafraîchissements. Et si quelques navires de Buenos Aires ou de Montevideo s’y arrêtaient, ce furent surtout les navires anglais, portugais, hollandais et français qui les fréquentèrent.

### Occupation britannique partielle (1827-1845)
En 1827, l’Espagne autorise la colonisation de l’île de Bioko par les Britanniques. Santa Isabel (aujourd'hui Malabo), port et cité principale de l’île de Bioko, prend alors le nom de Port Clarence. C’est là qu’est constitué un tribunal destiné à réprimer le trafic d’esclaves, suite  à l'abolition de la traite en 1807, puis l'abolition de l'esclavage en 1833.
Le climat et les maladies décimèrent de nombreux Espagnols, membres des expéditions successives envoyées sur place à partir de 1830.
À partir de 1832 de nombreux Espagnols, voyageurs, scientifiques ou officiels visitent l’île, qui est finalement revendiquée à nouveau par l’Espagne en 1845, année au cours de laquelle Nicolás de Manterola y débarque le premier missionnaire.

### Retour de l'Espagne (1856-1968)
En 1856, l'Espagne fonde officiellement la Guinée espagnole, initialement réduite au domaine maritime des côtes guinéennes, et de son île principale. En 1858 est envoyé le premier gouverneur général de l'île, cette dernière bénéficiant un an plus tard du statut de colonie espagnole.
Cependant, le domaine de plus de 800 000 km2 laissé en Guinée par le Portugal à l'Espagne par le Traité de San Ildefonso (1777) et Traité d'El Pardo (1778) est plus ou moins abandonné, et l'Espagne rencontre bien des difficultés pour faire admettre ses droits de propriété auprès des autres puissances européennes qui viennent s'y installer : la France au Gabon, l'Allemagne au Cameroun et la Grande-Bretagne au Nigeria. L'Espagne envoie un géographe, Manuel Iradier y Bulfy, qui s'emploie à partir de 1884 à ré-annexer les territoires du Rio Muni, en passant des traités avec les chefs locaux. La conférence de Berlin de 1884-1885 sur le « partage de l'Afrique » tourne au désavantage de l'Espagne, qui ne se voit octroyer que 180 000 km2, sans compter les dépossessions dont elle fait l'objet sur le terrain de la part de la France. Face à ses récriminations, une commission franco-espagnole est créée, qui aboutit au traité de Paris du 27 juin 1900 qui ne laisse à l'Espagne qu'un territoire de 26 000 km2 correspondant au Rio Muni, partie continentale de l'actuelle République de Guinée équatoriale.
En 1807, le Parlement britannique vote l'abolition de la traite atlantique, dont les flux chutent avec le droit de visite des navires étrangers imposé par la Royal Navy à partir de 1815 grâce à sa domination des mers. Mais le trafic illégal d'esclaves menés par certaines riches familles se poursuivit au-delà, avant d'être remplacé d’abord par le commerce de brandy, d'huile de palme, de bois précieux et de textiles entre Barcelone et la colonie.
Pendant la guerre hispano-américaine de 1898, l'occupation militaire américaine de la colonie espagnole est relative, l'intérêt des Américains se portant sur les colonies de l'Espagne, vaincue, hors de l'Afrique : Philippines, Guam, Cuba et Porto Rico. En 1899, les Américains renoncent définitivement à annexer la colonie espagnole du golfe de Guinée, qui avait à leurs yeux des mauvaises infrastructures, des pistes mal entretenues et trop de maladies tropicales endémiques. La colonie était alors peuplée majoritairement de Bubis dans l'île de Fernando Poo et de Fangs dans le territoire continental du Rio Muni.

### Indépendance
Pendant la période franquiste, de 1936 à 1968, la colonie espagnole est assez isolée. La métropole est loin et les échanges sont rares avec les colonies françaises ou anglaises voisines, qui aspirent toutes à l'indépendance. Entre 1939 et 1944, pendant la Seconde Guerre mondiale, l'Espagne franquiste est neutre dans ce conflit mais favorable à l'Axe, tandis que la France libre contrôle l'Afrique-Équatoriale française. La métropole espagnole joue sur les deux tableaux : les ports de la colonie servent de relais ou d'escale aux navires britanniques ou français libres, mais accueillent aussi les sous-marins allemands, à condition que les uns comme les autres n'opèrent pas dans les eaux espagnoles. En cas de rixes entre marins allemands d'une part et britanniques ou français de l'autre, la police coloniale espagnole expulsait les fautifs dans un délai de 24 heures. Entre 1940 et 1945, les marins allemands envoyaient du courrier en Allemagne, via Malabo ou Santa Isabel. Les déserteurs étaient expulsés et livrés à leurs armées respectives.
En 1958 est créé un gouvernement autonome. Dix ans plus tard, en 1968, l’ancienne dépendance autonome de Guinée espagnole accède à une indépendance pleine et entière et prend le nom de Guinée équatoriale.

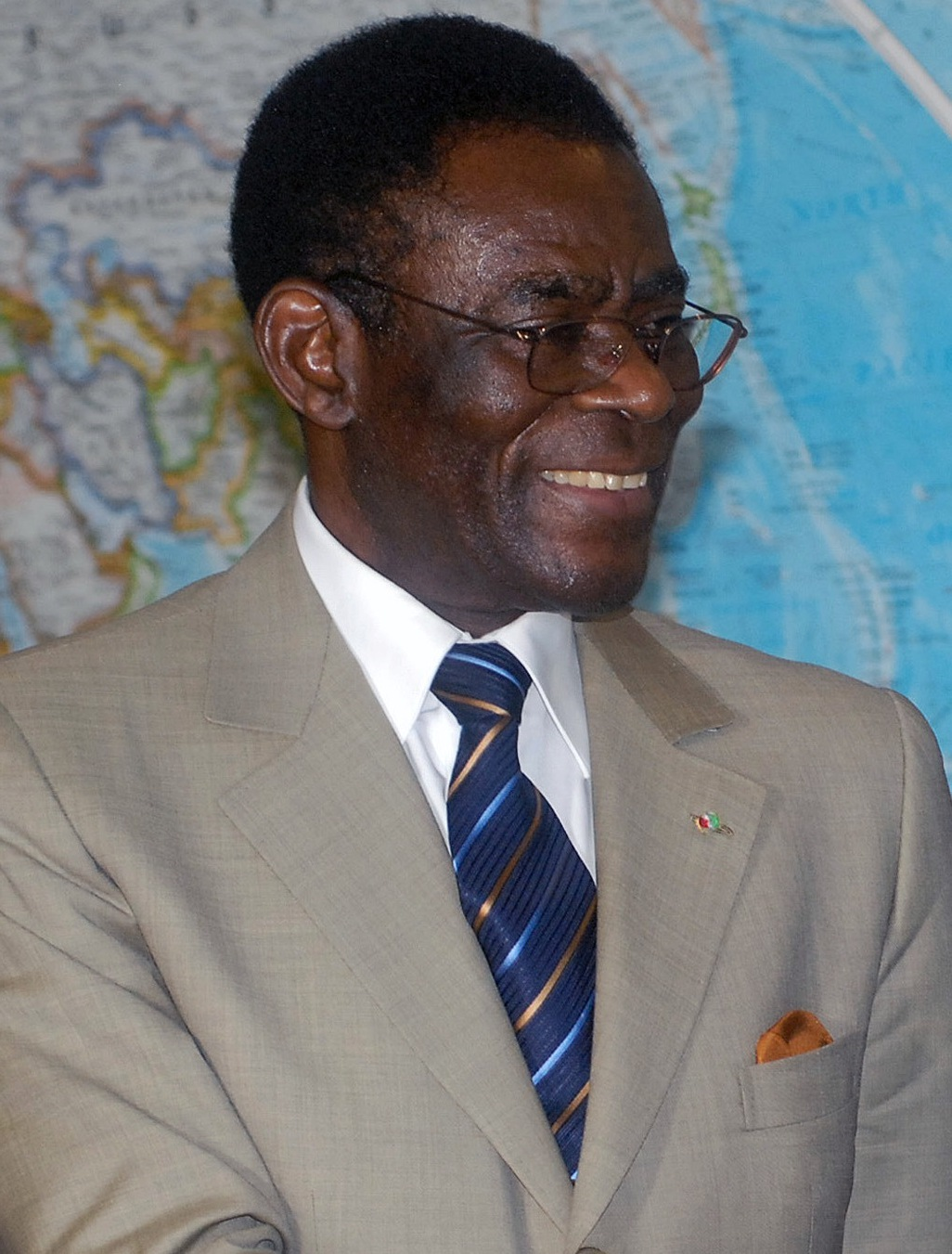
Teodoro Obiang Nguema Mbasogo, président de la Guinée équatoriale depuis 1979.

Arrivé au pouvoir le 3 août 1979 à la suite d’un coup d'État, Teodoro Obiang Nguema se reconduit régulièrement à la tête du pouvoir :
- 1982 : nommé chef d'État pour sept ans par le conseil militaire ;
- 1989 : élu avec 99,99 % des voix comme candidat unique ;
- 1996 : élu avec 97 % des voix comme candidat unique, dans un scrutin officiellement multipartite ;
- 2003 : élu avec 97,1 % des voix dans un scrutin multipartite (5 candidats autorisés) ;
- 2009 : élu avec 95,19 % des voix dans un scrutin multipartite (5 candidats autorisés) ;
- 2016 : élu avec 93,53 % des voix dans un scrutin multipartite (7 candidats autorisés).

C'est un record de longévité politique, hors régime monarchique.
Manuel Ruben N’Dongo, un opposant équatoguinéen en exil à Paris, qui dirige le collectif des partis démocratiques d’opposition, résume ainsi l'exercice du pouvoir :
« Le pouvoir est aujourd’hui entre les mains d’une dizaine de personnes, toutes proches de la famille du président. Vous avez d’un côté le président Teodoro Obiang, sous l’influence de sa femme dont la volonté manifeste est de propulser à tout prix son fils Teodorin Obiang au sommet de l’État. De l’autre côté, Armengol et le général Mba Nguema, les frères du président, qui considèrent Teodorin comme incapable, voire dangereux ».
Le pays, jusqu'alors sans grandes ressources, a bénéficié de la découverte de pétrole dans les eaux territoriales au début des années 1990.
Le pays a connu une tentative de coup d'État en 2004.
Le père et le fils Obiang sont poursuivis par la justice française sur des biens mal acquis, provenant notamment de détournements de fonds publics,. Le fils Teodorin est finalement renvoyé devant le tribunal correctionnel de Paris. Ce procès dit « des biens mal acquis », révélateur du pillage des richesses nationales, aboutit à une condamnation en octobre 2017, en première instance.
Pour autant, la population de Guinée équatoriale vit dans des conditions précaires. Bata, seconde ville du pays et capitale économique, a été ainsi privée d'eau courante pendant trois semaines en 2019, sans que les autorités ne s'expliquent sur les difficultés rencontrées.

## Politique
La Guinée équatoriale est une république présidentielle. La prédominance démographique des Ekangs dans la colonie, ainsi que la dictature de Francisco Macías Nguema (1968-1979) se traduisent par le massacre d'un grand nombre de Bubis dans l'île de Fernando Poo, où ils sont, depuis, très minoritaires. Les mulâtres, les Espagnols et les étrangers en ont aussi été chassés, et les opposants à la dictature qui ont survécu à la répression se sont exilés. Le président actuel est Teodoro Obiang Nguema Mbasogo, neveu de Macías Nguema. Le pouvoir législatif est exercé par le parlement bicaméral (Chambre des députés et Sénat).
Le fonctionnement des institutions est très familial, puisque tous les postes à responsabilité sont détenus par des membres de la famille du président. Le fils ainé du président, Teodoro Nguema Obiang Mangue, déjà vice-président, est vu comme son successeur. Ce pays est souvent qualifié de « démocrature » (dictature sous des oripeaux démocratiques) puisqu'il existe une « opposition légale » contrôlée par la présidence et que l'opposition réelle est réfugiée en Espagne. Son chef, Severino Moto Nsa, a déjà été condamné à plus de 100 ans de prison par contumace, accusé par le président d'avoir participé à la tentative de coup d’État lancée en 1997 contre lui.
Le Parti démocratique de Guinée équatoriale du président Obiang détient 99 des 100 sièges de la Chambre des députés et la totalité de ceux du Sénat. L'opposition est quasi inexistante dans le pays et s'organise depuis l'Espagne principalement au sein de la Convergence pour la démocratie sociale, d'orientation social-démocrate. La plupart des médias sont sous le contrôle de l’État ; les chaines de télévision privées, celles du groupe Asonga, appartiennent à la famille du président.

## Forces armées
Officiellement Fuerzas Armadas de Guinea Ecuatorial, elles comprennent un total de 2 400 personnels actifs et la part du PNB allouée à la défense en 2006 était de 0,1 %.
Dans les années 2000, sept des neuf généraux de l'armée sont de la même famille qu'Obiang, et les deux restants sont de sa tribu. Toutefois, même là, Obiang a peu confiance en son armée pour sa protection individuelle ; ainsi, la garde présidentielle est composée de plusieurs centaines de soldats marocains.

## Subdivisions
La Guinée équatoriale est divisée en deux régions : la région insulaire et la région continentale. Ces deux régions sont elles-mêmes divisées en provinces, actuellement il y en a sept. Et finalement, ces provinces sont divisées en districts, au nombre de dix-huit.

## Géographie

### Région continentale
Cette province est aussi appelée Mbini ou Rio Muni. La ville principale est Bata.

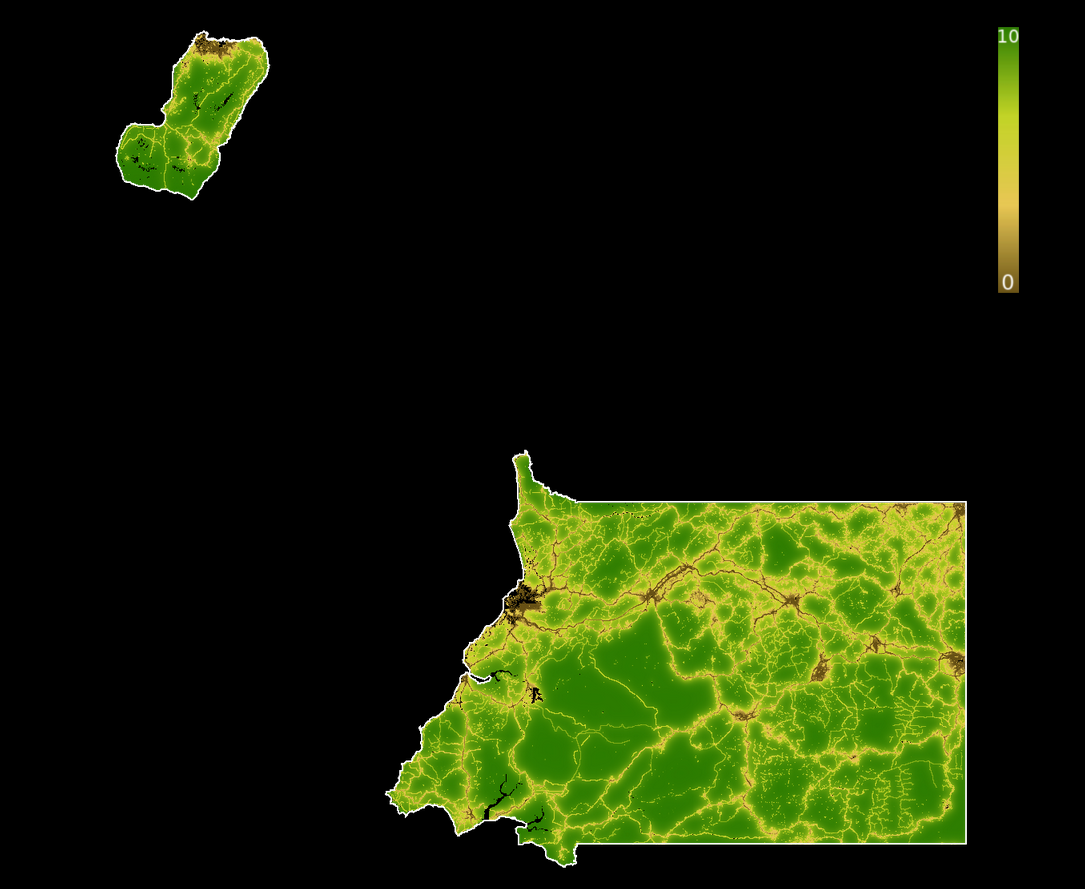
La Guinée équatoriale avait un score moyen de l'Indice d'intégrité du paysage forestier 2019 de 7,99, le classant 30e sur 172 pays.

### Bioko
Cette province comprend les anciennes îles de Fernando Póo et d'Annobón ou Pagalú. Elle a une superficie totale de 2 034 km2, dont 2 017 correspondent à l'île de Bioko elle-même et 17 km2 au territoire d'Annobón.

#### Île de Bioko
Nommée « Isla de Fernando Pó » durant la colonisation espagnole, en l'honneur du marin portugais qui la découvrit, elle se trouve au fond du golfe de Guinée, dans la baie du Biafra, à 33 kilomètres de la côte africaine, en face du Cameroun. L'aventurier Stanley l'avait surnommée la « perle de l'Atlantique ».
Elle a la forme d'un rectangle irrégulier, mesurant 76 kilomètres du Nord au Sud, avec une largeur moyenne de 35 km. À ses angles se trouvent Punta Hermosa (Nord-Est), Punta Europa (Nord-Ouest), Punta Santiago (Sud-Est) et Punta Sagre (Sud-Ouest).

#### Île d'Annobón

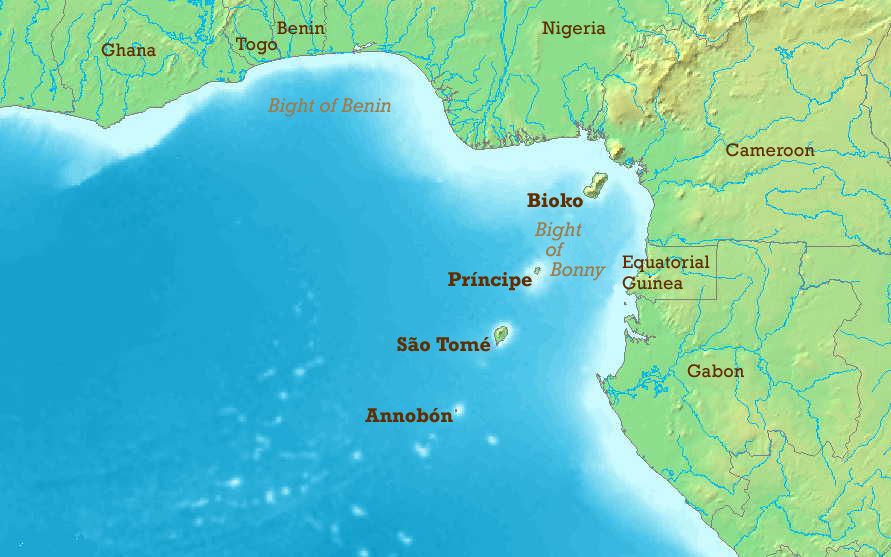
Carte du golfe de Guinée indiquant la localisation de l'île d'Annobón à l'extrémité de la ligne du Cameroun.

Elle est de forme ovale, de 17 km2 et se trouve à 180 km de Sao Tomé-et-Principe et à 640 km du Gabon. Elle est d'origine volcanique et ne compte que 5 800 habitants. Elle fut découverte en 1471 par les Portugais, le jour de l'an, d'où son nom (Anno Bom), et fut cédée en 1778 à l'Espagne.

## Économie

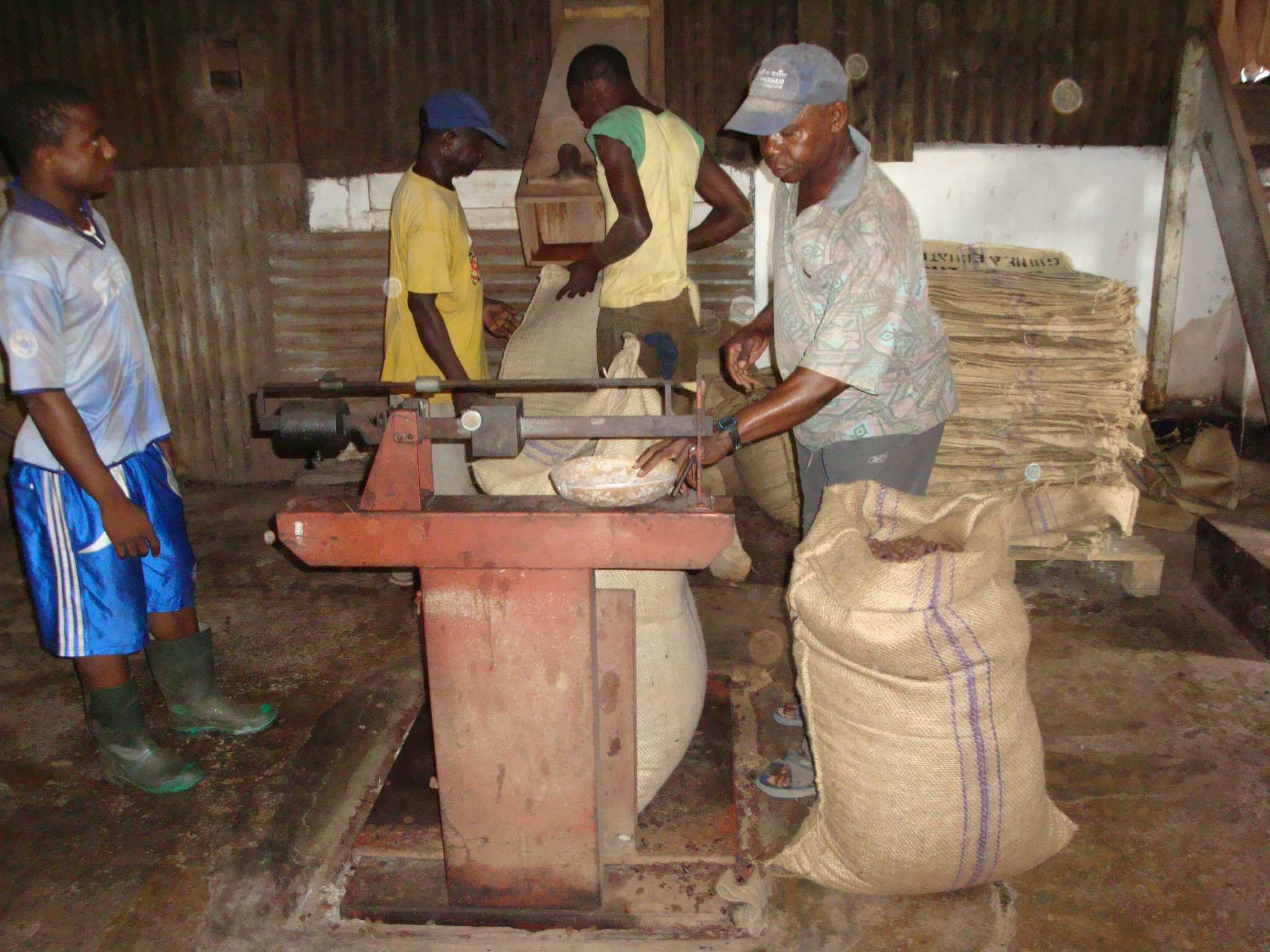
Ensachage du cacao.

Selon le rapport de 2016 de l'Organisation des Nations unies sur le développement humain, la Guinée équatoriale avait un produit intérieur brut par habitant de 21 517 dollars, l'un des plus hauts niveaux de richesse en Afrique. Cependant, c'est l'un des pays les plus inégaux du monde selon l'indice de Gini et 70 % des habitants vivent avec un dollar par jour. Le pays se situe, en 2021, au 145e rang sur 191 sur l’échelle du développement humain des Nations unies.

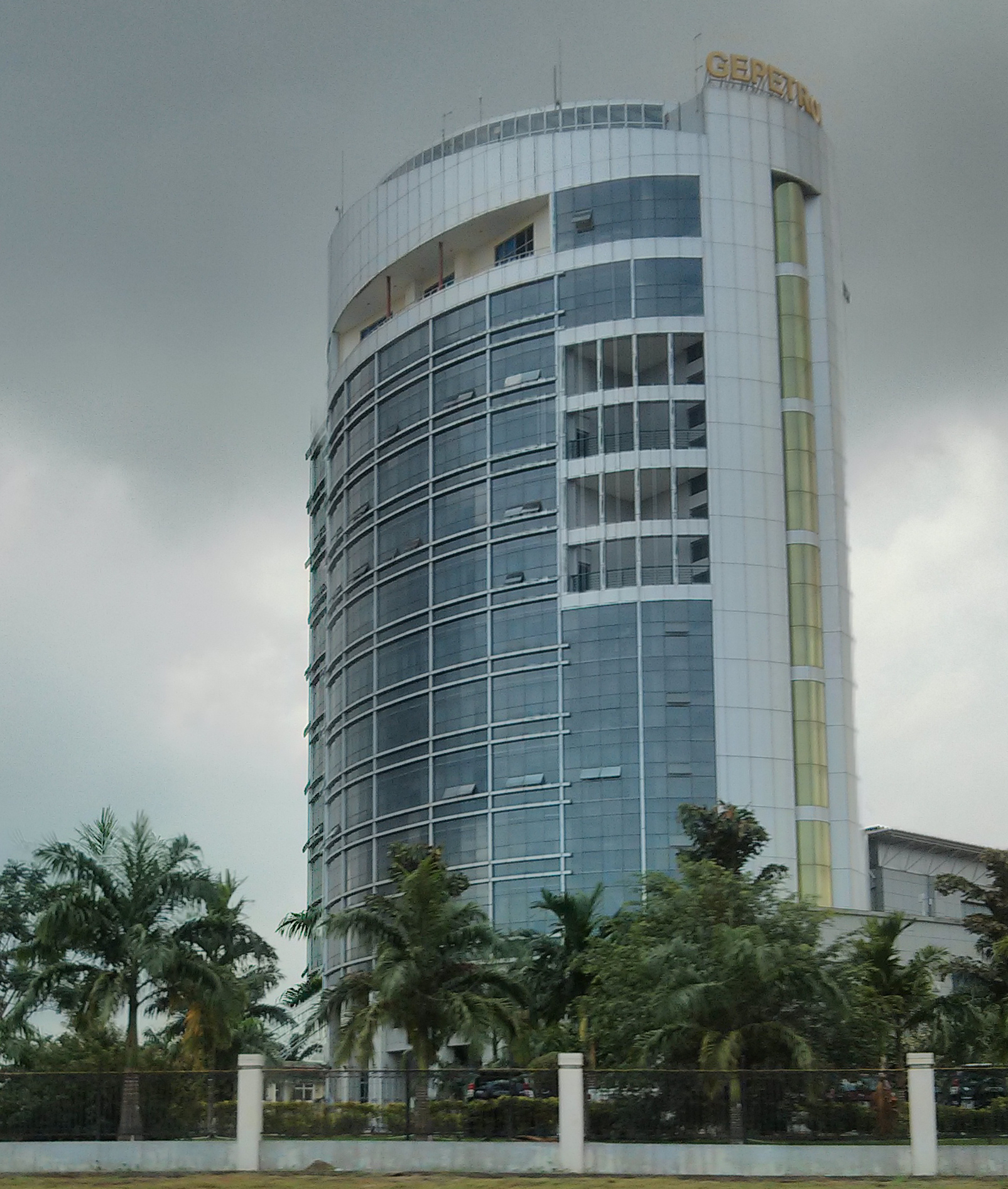
Siege de Gepetrol, la compagnie de pétrole nationale de la Guinée équatoriale.

Les hydrocarbures représentent 97 % des exportations de l’État, qui est membre de l’Organisation des producteurs de pétrole africains. Il affronte, en 2021, sa huitième année de récession, notamment due à la corruption endémique.

## Démographie
Le recensement de 2015 dénombre 1 222 242 habitants. La population en 2020 est estimée par le Département des affaires économiques et sociales des Nations unies à 1 403 000 habitants.

### Religion
En 2015, 93 % des habitants étaient chrétiens (80 % catholiques).

## Culture
| Date          | Nom français                                 | Nom local                      | Remarques                           |
| ------------- | -------------------------------------------- | ------------------------------ | ----------------------------------- |
| 1er janvier   | Jour de l'an                                 | Año Nuevo                      | Interdiction de circuler            |
| 8 mars        | Journée internationale des droits des femmes | Día de la Mujer                |                                     |
| (fête mobile) | Vendredi Saint                               | Viernes Santo                  |                                     |
| 1er mai       | Fête du travail                              | Fiesta del Trabajo             |                                     |
| 25 mai        | Jour de l'Afrique                            | Día de África                  |                                     |
| 5 juin        | Anniversaire du président                    | Cumpleaños del Presidente      |                                     |
| (fête mobile) | Corpus Christi                               | Corpus Christi                 |                                     |
| 3 août        | Fête des forces armées                       | Fiesta de las Fuerzas Armadas  | Anniversaire du coup d'État de 1979 |
| 15 août       | Assomption                                   | Asunción                       |                                     |
| 12 octobre    | Fête nationale                               | Fiesta Nacional                |                                     |
| 17 novembre   | Sainte-Isabelle                              | Santa Isabel                   |                                     |
| 10 décembre   | Journée des droits de l'Homme                | Día de los Derechos del Hombre |                                     |
| 25 décembre   | Noël                                         | Navidad                        | Interdiction de circuler            |

### Langues

#### Langues officielles
La loi constitutionnelle no 1/1998 du 21 janvier 1998, modifiant l'article 4 de la Loi fondamentale, établit que « les langues officielles de la République de Guinée équatoriale sont l'espagnol et le français » et que « les langues autochtones sont reconnues comme faisant partie intégrante de la culture nationale ».
De fait, la langue majoritaire de la Guinée équatoriale est l'espagnol, maîtrisé par 87,7 % de la population, souvent comme deuxième langue. L'enseignement de l'espagnol est favorisé par la politique de l'Université nationale de la Guinée équatoriale, qui propose des cours d'espagnol comme langue étrangère pour des ressortissants étrangers installés en Guinée équatoriale, tandis que la possible constitution d'une Académie équatoguinéenne de la langue espagnole est en cours de discussion.
En juillet 2007, le président Teodoro Obiang Nguema Mbasogo a annoncé la décision du gouvernement d'adopter le portugais comme troisième langue du pays, ceci pour devenir membre à part entière de la Communauté des pays de langue portugaise (CPLP) où elle est membre observateur depuis 2006.
La Guinée équatoriale dépose sa demande formelle d'adhésion à la CPLP en juillet 2010.
En 2011, le portugais devient la troisième langue officielle du pays.
L'anglais est très présent, surtout sur l’île de Bioko qui n'est pas loin du Nigeria. Le pichi est un créole à base d'anglais, parlé par plusieurs milliers de locuteurs à Bioko. Le fernandino est un créole à base d'anglais et d'espagnol, surtout parlé à Bioko. Il y a environ 5 000 Nigérians anglophones, qui vivent surtout sur l’île de Bioko. Le krio est parlé par des immigrants de Sierra Leone.

#### Cas du français
Après son indépendance, l'espagnol était devenu la seule langue officielle de la Guinée équatoriale, bien que la majorité de la population parle le fang.
La Guinée équatoriale est enclavée entre deux pays francophones, le Cameroun et le Gabon, faisant eux-mêmes partie d'un grand espace dont le français est la langue officielle. De plus, la Guinée équatoriale est le seul pays hispanophone d'Afrique.
Le français a donc été adopté en 1997 comme seconde langue officielle du pays et la présidence utilise aussi bien le français que l'espagnol. Par conséquent, le français est devenu une langue d'apprentissage obligatoire dans le secondaire – bien que seulement 10 % des jeunes y accèdent[réf. nécessaire].
Aujourd'hui le développement de la langue française en Guinée équatoriale est notamment défendu à travers le groupe d'amitié parlementaire France-Guinée équatoriale de l'Assemblée nationale. La Guinée équatoriale fait partie de l'Organisation internationale de la francophonie ainsi que de l'Assemblée parlementaire de la francophonie.

### Fête nationale (12 octobre)
La fête nationale est l'événement majeur de l'année en Guinée équatoriale. Il s'agit d'une manifestation tournante organisée chaque année dans une ville différente. Tout le pays est mis à contribution pour organiser l'événement.
La ville sélectionnée est ainsi rénovée pour accueillir le président, sa cour et les nombreux équatoguinéens venus prêter allégeance au président.

### Cinéma
Le premier cinématographe est arrivé en Guinée équatoriale en 1904.
Au début des années 2000, l'industrie cinématographique était encore presque inexistante en Guinée équatoriale. Cependant, les premiers courts et moyens-métrages équatoguinéens commencent à être réalisés, notamment par Juan Pablo Ebang Esono, avec le court-métrage No está desnuda puis le moyen-métrage Teresa.
Par ailleurs, plusieurs documentaires étrangers, principalement espagnols, ont été consacrés au pays, comme Subvaloradas, sin ser vistas. Voces literarias de Guinea Ecuatorial (Mischa G. Hendel, 2009) ou Malabo Barrio X (Marc Tardiu et Oriol Rivero, 2009).
Le film Marfil de Rubén Monsuy Ndong Andeme présente l'histoire de l'arrivée du cinématographe en Guinée équatoriale en 1904.

## Divers
- Superficie : 28 051 km2
- Frontières terrestres : 539 km (Gabon 350 km ; Cameroun 189 km)
- Littoral : 296 km
- Extrémités d'altitude : 0 m > + 3 008 m
- Population : 740 743 habitants (en 2015)
- Densité : 26,4 hab./km2
- Espérance de vie : 58,2 ans (2015)
- Espérance de vie des hommes : 56,6 ans (en 2015)
- Espérance de vie des femmes : 60 ans (en 2015)
- Taux de croissance de la population : 2,5 % (en 2015)
- Taux de natalité : 33,31 ‰ (en 2015)
- Taux de mortalité : 8,19 ‰ (en 2015)
- Taux de mortalité infantile : 69,17 ‰ (en 2015)
- Taux de fécondité : 4,6 enfants/femme (en 2015)
- Taux de migration : 0 ‰ (en 2001)
- PIB/habitant (PPA) : 33 767 $ (2013)
- Taux de croissance : - 2.5 % (2014)
- Taux de chômage : 8 % (2013)
- Indice de développement humain : 0,596 (2021)
- Taux d'alphabétisation (dès 15 ans) : 93,9 % (2010)
- Indépendance : 12 octobre 1968 (ancienne colonie espagnole)
- Lignes de téléphone : 10 000 (en 2005)
- Téléphones portables : 20 000 (en 2004)
- Téléphones portables pour 100 habitants : 67,7 (2012)
- Postes de radio : 180 000 (en 1997)
- Postes de télévision : 4 000 (en 1997)
- Utilisateurs d'Internet : 8 000 (en 2006)
- Usage d'Internet pour 100 habitants : 13,9 (2012)
- Nombre de fournisseurs d'accès Internet : 1 (en 2000)
- Routes : 2 880 km en 2017
- Voies ferrées : 0 km
- Voies navigables : 0 km
- Nombre d'aéroports : 5 (les 5 avec des pistes goudronnées) (en 2007)